# California State Route 23
La California State Route 23 è un'autostrada californiana, conosciuta con il nome di Moorpark Freeway. Si estende da nord a sud per 51,5 km, nella Contea di Ventura. Comincia a nord distaccandosi dalla California State Route 1 e termina a sud con la California State Route 126.

## Gestione
Così come le Interstate, come le U.S. Routes e come le strade statali, la Strada statale 23 è gestita dal California Department of Transportation (CALTRANS).

## Principali inserzioni
Le principali inserzioni della State Route 23 sono:
- La U.S. Route 101 a Thousand Oaks;
- la California State Route 118 a Moorpark.